# 헥토르

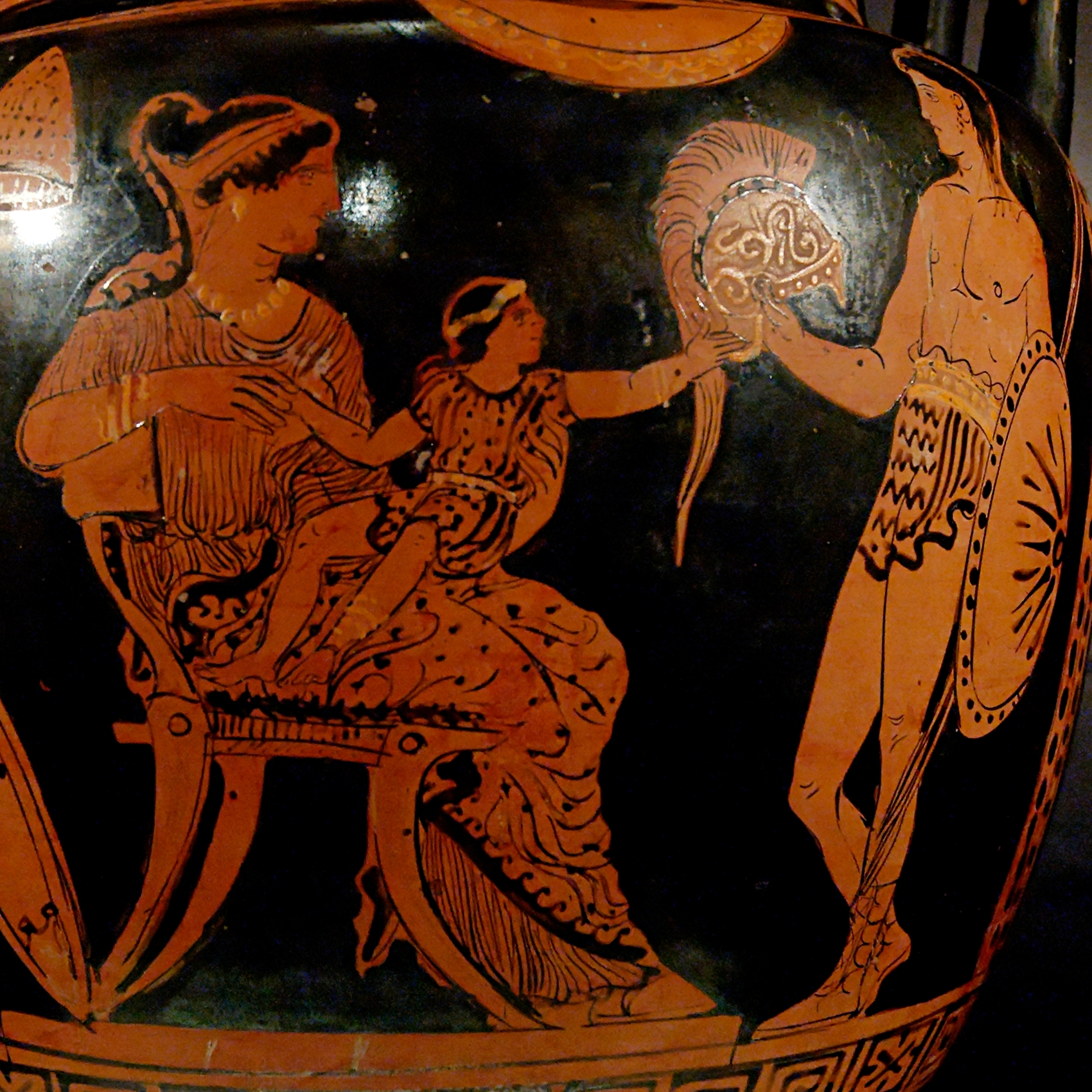
헥토르(우측)와 안드로마케(좌측), 아스티아낙스(가운데)

헥토르(고대 그리스어: Ἕκτωρ [héktɔːr][*])는 그리스 신화의 트로이아 왕자로, 트로이아 전쟁 때 트로이아측 전사의 필두였다. 프리아모스 왕과 헤카베 왕비 사이의 장남으로, 트로이아의 건설자 타르다누스와 트로스의 후손이 된다. 안드로마케와 결혼하여 사이에 스카만드리우스(트로이아인들에게는 아스티아낙스라고 불림)를 낳았다. 트로이아 방어전에서 트로이 및 그 동맹군을 통솔하는 총사령관을 지냈으며, 그리스군 3만 1천명을 죽였다.
헥토르는 그 용맹 뿐 아니라 고결한 성품으로 중세 유럽의 구위인 중 한 명으로 추앙받았다. 호메로스의 《일리아드》에 등장하는 헥토르는 대담한 전사인 만큼 동시에 평화를 사랑하고 사려깊으며 성실한 아들이자 남편이고 아버지인, 부정적인 면 하나 없는 무결한 인물로 묘사된다. 허나 첫 싸움 때 그와 대결한 프로테실라오스를 활로 쏘아 죽이고 아가멤논과 전리품 문제로 사이가 나빠져 있는 아킬레우스의 친구인 파트로클로스까지 죽이고 아킬레우스의 무기와 갑옷까지 뺏들어 가서 아킬레우스의 분노를 사게 된다. 결국 새 갑옷과 무기로 무장한 아킬레우스의 창에 찔려 죽고 만다.

## 같이 보기
- 아홉 위인